# Lipská hora
Lipská hora (367 m n. m.), někdy také nazývaná Lipanská hora, je vrch nedaleko Lipan (v současnosti část obce Vitice), v jehož okolí se odehrála známá bitva u Lipan.
Na jejím vrcholu se nachází pískovcový památník s husitským kalichem z roku 1881 – Lipanská mohyla. Jde o připomínku bitvy z 30. května 1434. V 19. a první polovině 20. století se na Lipské hoře konaly národní a dělnické manifestace. Z vrcholu kopce je daleký výhled na Českobrodsko, střední Polabí, Kouřimsko a Posázaví.

Pohled z Lipské hory na severovýchod, přes obec Lipany směrem k Chotouni. Osu staré stezky (Čertovy brázdy) ukazuje cesta a hranice polí

Přes vrchol Lipské hory vede Čertova brázda, mohutná pravěká severojižní stezka mezi brody na Sázavě a na Labi. Při sestupu z vrcholu Lipské hory do obce Lipany splývá Čertova brázda hlubokým úvalem místní komunikace. Uprostřed obce komunikace odbočuje vlevo a Čertova brázda pokračuje, místy zasypána a pak jako hluboká brázda příležitostné vodoteče k okraji obce. Za obcí, směrem k Chotouni se zachoval 360m dlouhý úsek splývající s vodotečí. Zbytek brázdy směrem k Chotouni, přes dva kilometry dlouhý rovný úsek, byl v minulém století zavezen. Zůstala po něm jen hranice v katastru a spatřit jej můžete jako rozhraní polí viditelné dobře např. na družicových snímcích.

## Další fotografie

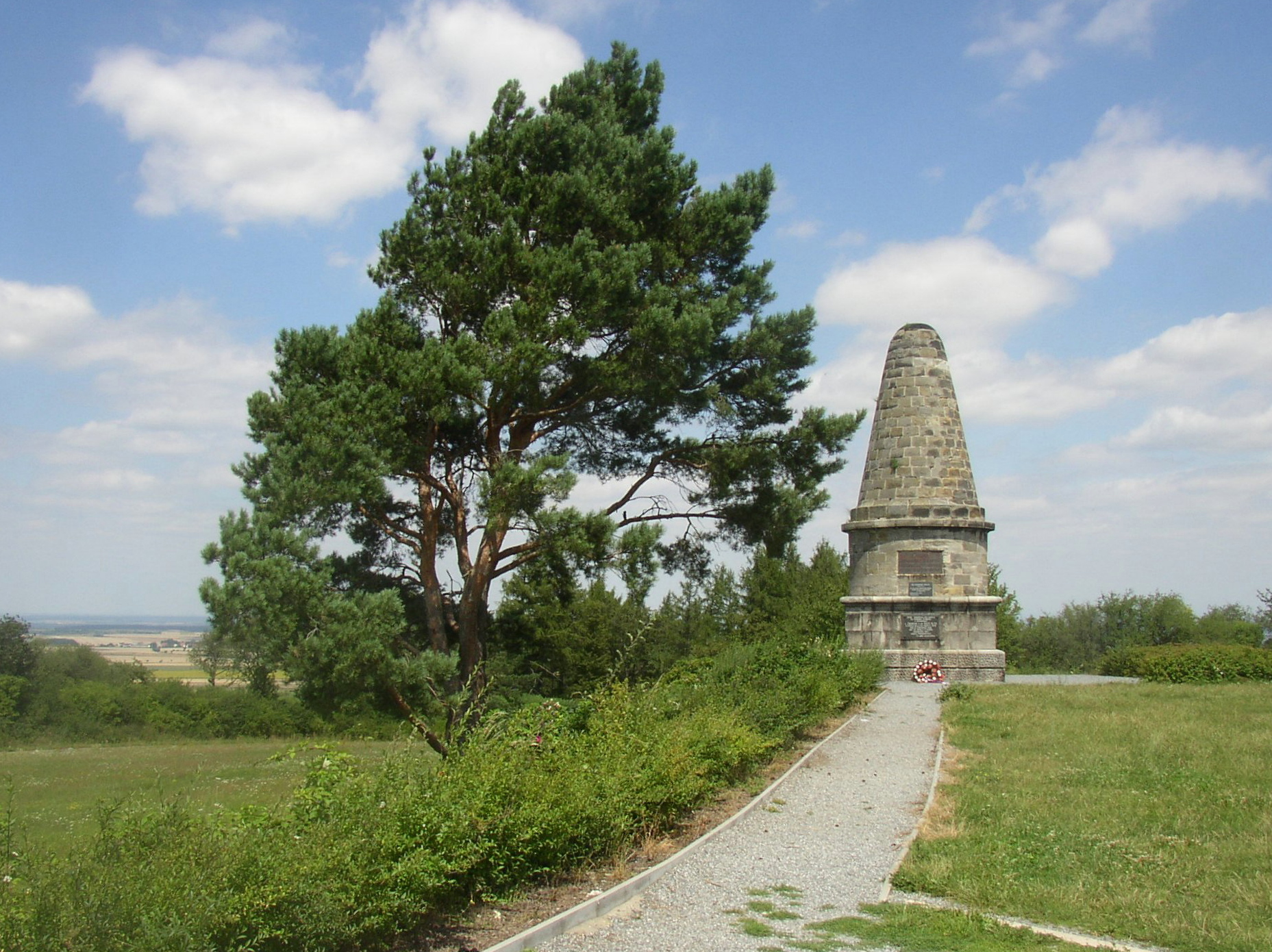
Lipanská mohyla z jižní strany
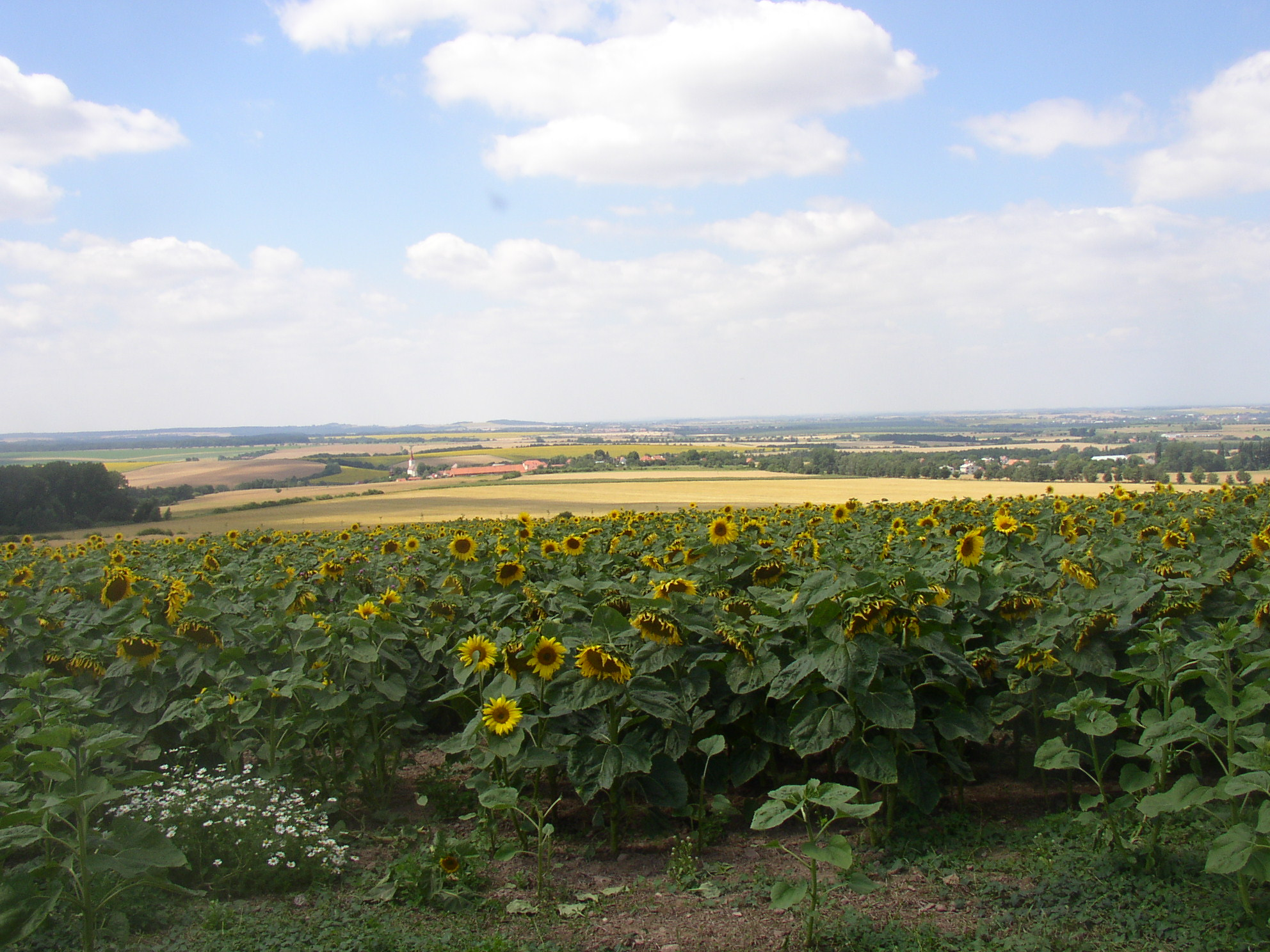
Výhled k západu (červenec 2005)
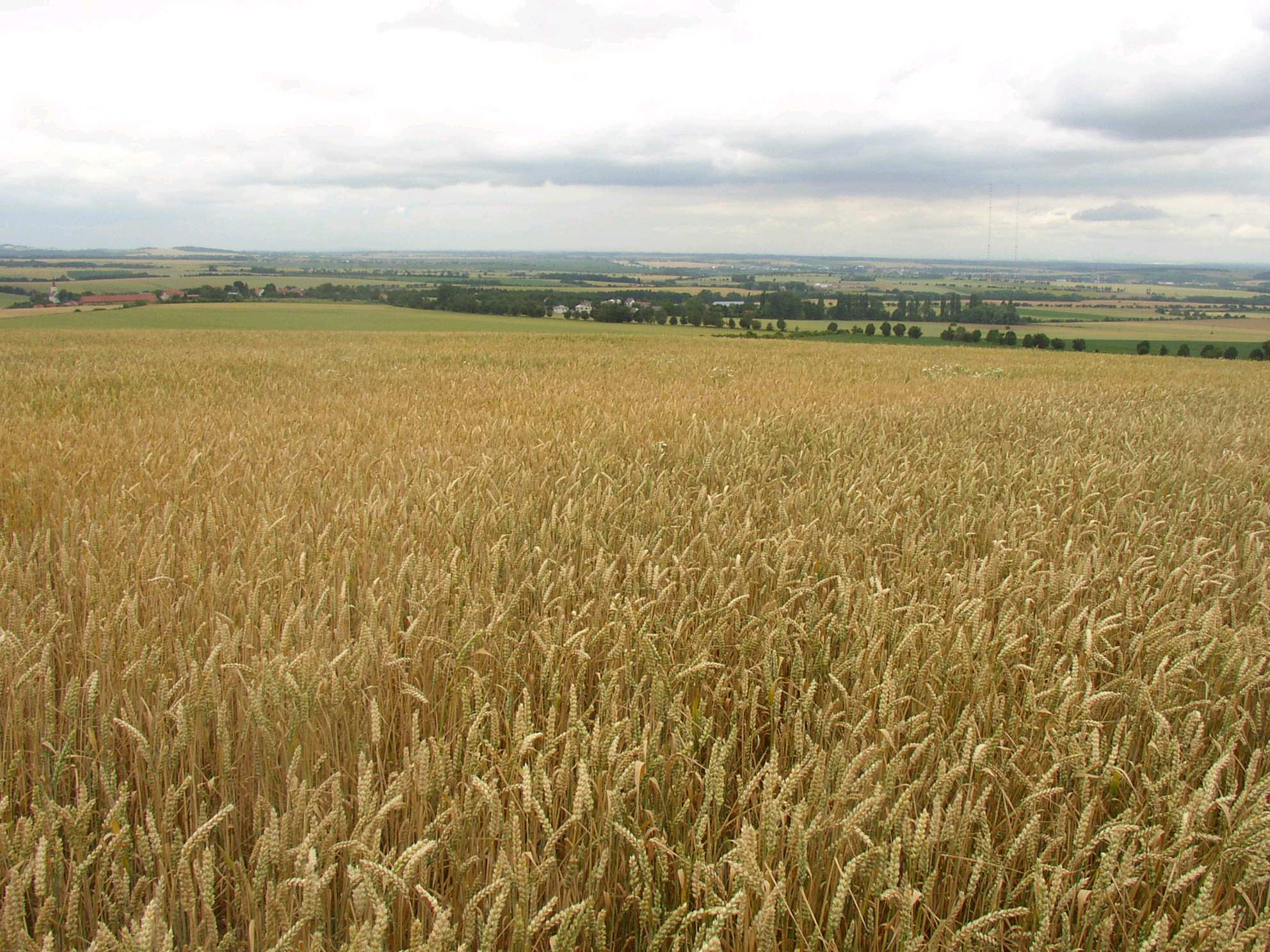
Výhled k severozápadu (červenec 2004)